# Чадан
Чада́н (тув. Чадаана — низкий кустарник) — город (с 1945 г.) в Республике Тыва Российской Федерации. Административный центр Дзун-Хемчикского кожууна и городского поселения город Чадан.

## Этимология
Название от тувинского чадан — «низкорослые заросли кустарника».

## География
Расположен на реке Чадан (правый приток Хемчика, бассейн Енисея), на автодороге Кызыл — Тээли (бывшая А162), в 220 км к западу от Кызыла. В 6 км к западу от города к автодороге А162 примыкает начало автотрассы Чадан — Хандагайты (бывшая А163).

### Климат
Климат близок к умеренно-холодному. Выпадет значительное количество осадков, даже в засушливые месяца. Среднегодовая температура в городе — −1.7 °C. За год выпадает около 301 мм.
Меньше всего осадков выпадает в феврале, в среднем около 7 мм. Большая часть осадков выпадает в июле, в среднем около 62 мм.

Самый тёплый месяц года июль со средней температурой 18,4 ° C, а самый холодный — январь, с температурами в среднем около −27.6 ° C.
| Показатель                    | Янв. | Фев. | Март | Апр. | Май | Июнь | Июль | Авг. | Сен. | Окт. | Нояб. | Дек. | Год |
| ----------------------------- | ---- | ---- | ---- | ---- | --- | ---- | ---- | ---- | ---- | ---- | ----- | ---- | --- |
| Средний суточный максимум, °C | −22  | −15  | −1   | 10   | 20  | 25   | 26   | 22   | 17   | 6    | −8    | −20  | 5   |
| Средняя температура, °C       | −27  | −22  | −8   | 3    | 11  | 17   | 18   | 15   | 9    | 0    | −13   | −24  | −2  |
| Средний суточный минимум, °C  | −32  | −30  | −16  | −4   | 3   | 9    | 11   | 8    | 2    | −6   | −18   | −28  | −8  |
| Источник: Weatherbase         |      |      |      |      |     |      |      |      |      |      |       |      |     |

## История
В 1873 году при впадении речки Хондёргей в реку Чадан был основан буддийский монастырь Алдыы-Хурээ. Этот год считается годом основания города. С 1923 года поселение при монастыре известно как Артаадыт. В январе 1929 года Пленум ЦК Тувинской народно-революционной партии принял антирелигиозные постановления — Алдыы-Хурээ или Нижне-Чаданский Хурээ был закрыт и в 1930-х разрушен. С 1929 года поселение носит название Чадан.
В мае 1945 года Чадан получил статус города и стал центром Дзун-Хемчикского кожууна. В это время близ города было открыто каменноугольное месторождение и началась его разработка и добыча угля открытым способом.

### Часовой пояс
Город Чадан находится в часовой зоне МСК+4. Смещение применяемого времени относительно UTC составляет +7:00.

## Население
| 1959  | 1970  | 1979  | 1989    | 1996    | 1998    | 2000    |
| ----- | ----- | ----- | ------- | ------- | ------- | ------- |
| 4709  | ↗7589 | ↗8985 | ↗10 775 | ↘8800   | ↘8700   | ↘8600   |
| 2001  | 2002  | 2005  | 2006    | 2007    | 2008    | 2009    |
| ↘8500 | ↗9454 | ↗9500 | ↗9700   | ↗10 000 | ↗10 200 | ↗10 364 |
| 2010  | 2011  | 2012  | 2013    | 2014    | 2015    | 2016    |
| ↘9035 | ↘8997 | ↘8891 | ↘8816   | ↗8851   | ↗8912   | ↘8863   |
| 2017  | 2018  | 2019  | 2020    | 2021    |         |         |
| ↗8991 | ↗9139 | ↗9223 | ↗9351   | ↗9732   |         |         |

На 1 января 2025 года по численности населения город находился на 929-м месте из 1124 городов Российской Федерации.

## Известные люди
- Монгуш Шокар-Чулдум оглу Лопсан-Чимит (1888 — 31 декабря 1940) — тувинский лама и языковед. Создал на основе немецкого алфавита письменность для тувинского языка. Расстрелян в 1940 году.
- Кара-кыс Шугдур-ооловна Монгуш — ветеран музейного дела Тувы, заслуженный работник культуры Республики Тыва (2004).
- Сайнхо Намчылак (р. 1957) — тывинская певица.
- Артас Санаа (р.1991) — борец вольного стиля, чемпион Азии
- Чингисхан Эрдоган (р. 1987) — заслуженный мастер спорта России (вольная борьба), трёхкратный чемпион Европы (2010, 2011, 2013).
- Сергей Шойгу (р. 1955) — секретарь Совета Безопасности РФ (с 12 мая 2024), бывший министр обороны РФ.
- Лариса Шойгу — российский политик.

## Инфраструктура
В Чадане — предприятия пищевой промышленности, близ города — добыча каменного угля (Чаданский разрез).
В городе ежегодно в июле проводится международный фестиваль живой музыки и веры «Устуу-Хурээ». В городе действует филиал республиканского краеведческого музея им. Алдан Маадыр,  музей Буяна Бадыргы. 
23 июля 2012 года состоялось повторное открытие буддийского храма Устуу-Хурээ, который восстанавливался при поддержке правительства, общественности и международного фестиваля живой музыки и веры «Устуу-Хурээ» с 1999 года.